# Sō Hirao
Sō Hirao (japanisch 平尾 壮 Hirao Sō; * 1. Juli 1996 in Tondabayashi) ist ein japanischer Fußballspieler.

## Karriere
Hirao erlernte das Fußballspielen in der Jugendmannschaft von Gamba Osaka. Seinen ersten Vertrag unterschrieb er 2015 bei Gamba Osaka. Der Verein spielte in der höchsten Liga des Landes, der J1 League. 2018 wurde er an den Zweitligisten Avispa Fukuoka ausgeliehen. Für den Verein absolvierte er fünf Ligaspiele. 2019 wechselte er zum Zweitligisten FC Machida Zelvia. Für den Verein absolvierte er drei Ligaspiele. 2020 wechselte er zum Ligakonkurrenten Thespakusatsu Gunma.

## Erfolge
Gamba Osaka
- J1 League

Vizemeister: 2015
- J.League Cup

Finalist: 2015, 2016
- Kaiserpokal

Sieger: 2015